# Station Amougies
Station Amougies is een voormalig spoorwegstation langs de Belgische spoorlijn 83 (Kortrijk - Amougies) en spoorlijn 87 (Doornik - Zullik) in Amougies, een deelgemeente van Mont-de-l'Enclus.
0,0: Kortrijk ·
2,9: Kortrijk-Luipaardbrug ·
4,5: Zwevegem-Blokken ·
6,0: Zwevegem ·
8,3: Knokke (Zwevegem) ·
11,3: Moen-Heestert ·
12,6: Outrijvestraat ·
15,0: Avelgem ·
17,5: Kluisberg ·
18,7: Orroir ·
21,9: Amougies ·
23,9: Rozenaken ·
25,2: Triburie ·
27,7: Leuzesesteenweg ·
28,7: Ronse
0,0: Zullik ·
3,2: Bois de Lessines ·
6,0: Woelingen ·
8,1: Lessen-Carrières ·
9,9: Lessen ·
12,0: Ghoy ·
15,1: Ogy ·
19,1: Flobecq ·
20,9: Flobecq-Planche ·
22,0: Rigoudrie ·
24,1: Elzele ·
29,2: Maryve ·
30,2: Ronse ·
31,2: Leuzensesteenweg ·
33,7: Tribury ·
35,0: Rozenaken ·
37,0: Amougies ·
40,3: Schalafie ·
42,0: Celles-Schalafie ·
45,2: Pottes ·
48,7: Herinnes Warcoing ·
50,9: Pecq ·
53,1: Leancourt ·
54,0: Obigies ·
57,2: Kain ·
60,0: Doornik